# Вандербанк, Джон
Джон Вандербанк (Ян ван дер Банк (Бонк или Бэнк), англ. John Vanderbank; 9 сентября 1694, Лондон — 23 декабря  1739, там же) — английский художник-портретист, книжный иллюстратор.

## Биография

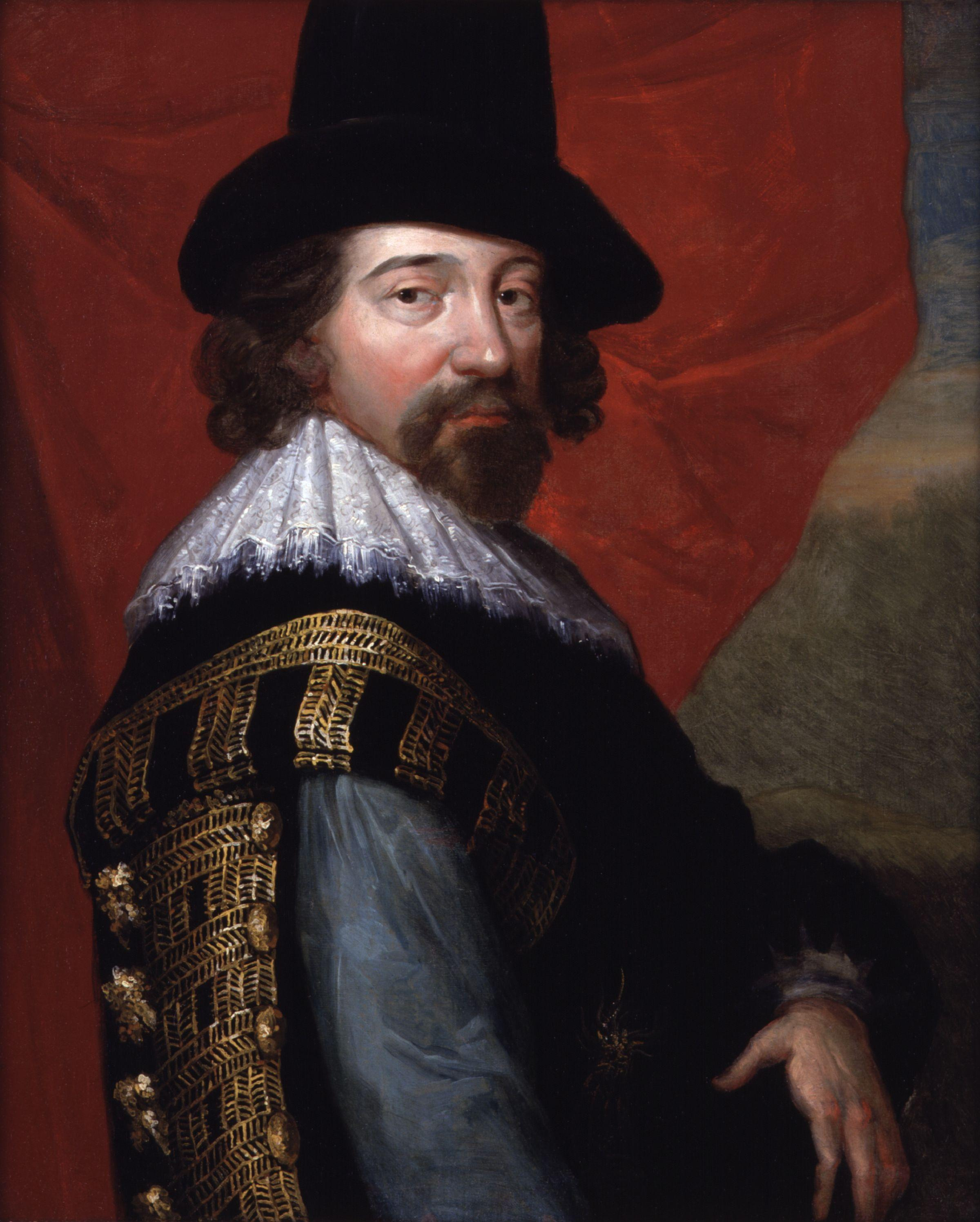
Портрет философа Фрэнсиса Бэкона

Родился в семье гугенотов. Сын ткача гобеленов, бежавшего от религиозных преследований в Голландию, а затем в Англию, где стал директором ткацкой фабрики в Сохо.
Обучался сначала у отца и художника Джонатана Ричардсона. Учился портретной живописи под руководством Готфрида Кнеллера в художественной академии Джеймса Торнхилла (с 1711 по 1720).
Совместно с Льюисом Черони основал в Лондоне частную художественную академию St Martin’s Lane. Несмотря на то, что их академия существовала недолго, она оказала большое влияние на английское искусство и воспитала несколько перспективных студентов. В числе известных учеников был Уильям Хогарт (1697—1764), основатель и крупный представитель английской национальной школы живописи и Энтони Хаймор.
Предприятие оказалось неудачным и в 1729 году Вандербанк бежал от кредиторов во Францию. Вернувшись на родину, был посажен в лондонскую долговую Флитскую тюрьму, где некоторые привилегированные заключенные могли отбывать приговоры в обмен на постепенную оплату долгов.
Умер от туберкулёза.

## Творчество
Джон Вандербанк — художник-портретист, автор портретов многих видных деятелей Британии, в том числе королевской семьи. Его портрет Исаака Ньютона (1725) находится ныне в Тринити-колледже в Кембридже. Книжный иллюстратор.
Несмотря на очевидное мастерство Вандербанка и его многочисленные портретные работы (более тридцати его картин, в том числе королевы Каролины Бранденбург-Ансбахской и Исаака Ньютона, были выгравированы), его карьера была недолгой. По словам историка искусства Джорджа Верту, «он был очень экстравагантным художником».

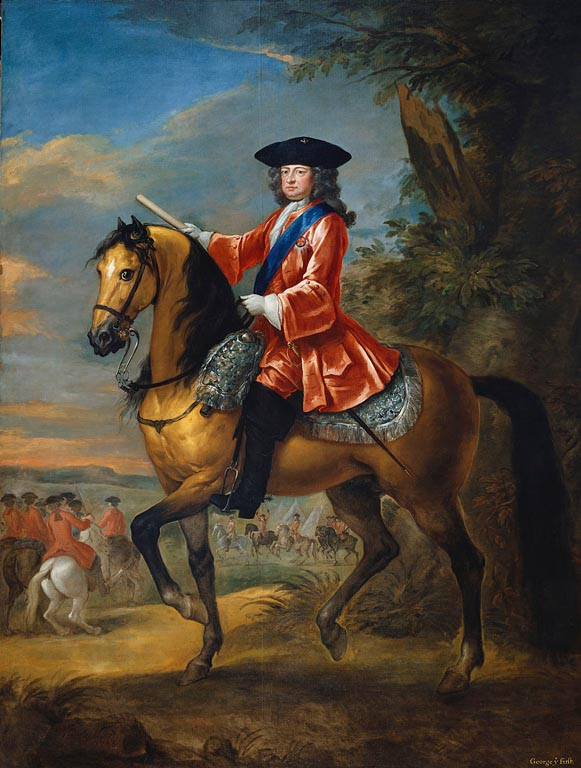
Конный портрет короля Великобритании Георга I
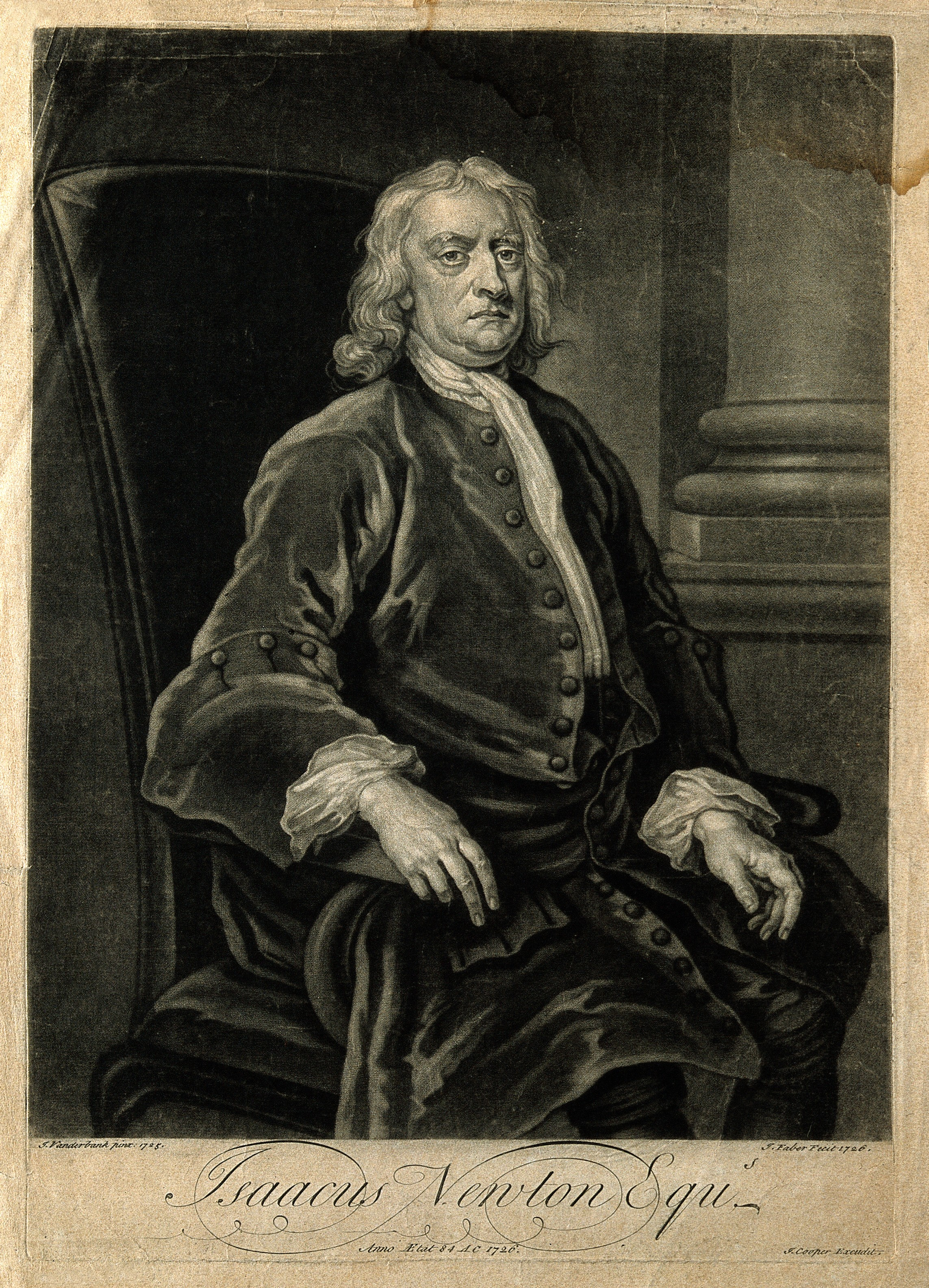
Гравюра Исаака Ньютона с портрета работы Вандербанка
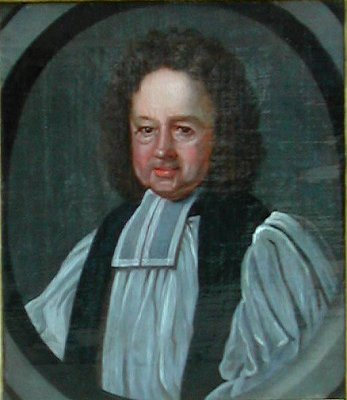
Портрет лондонского епископа, писателя Томаса Шерлока
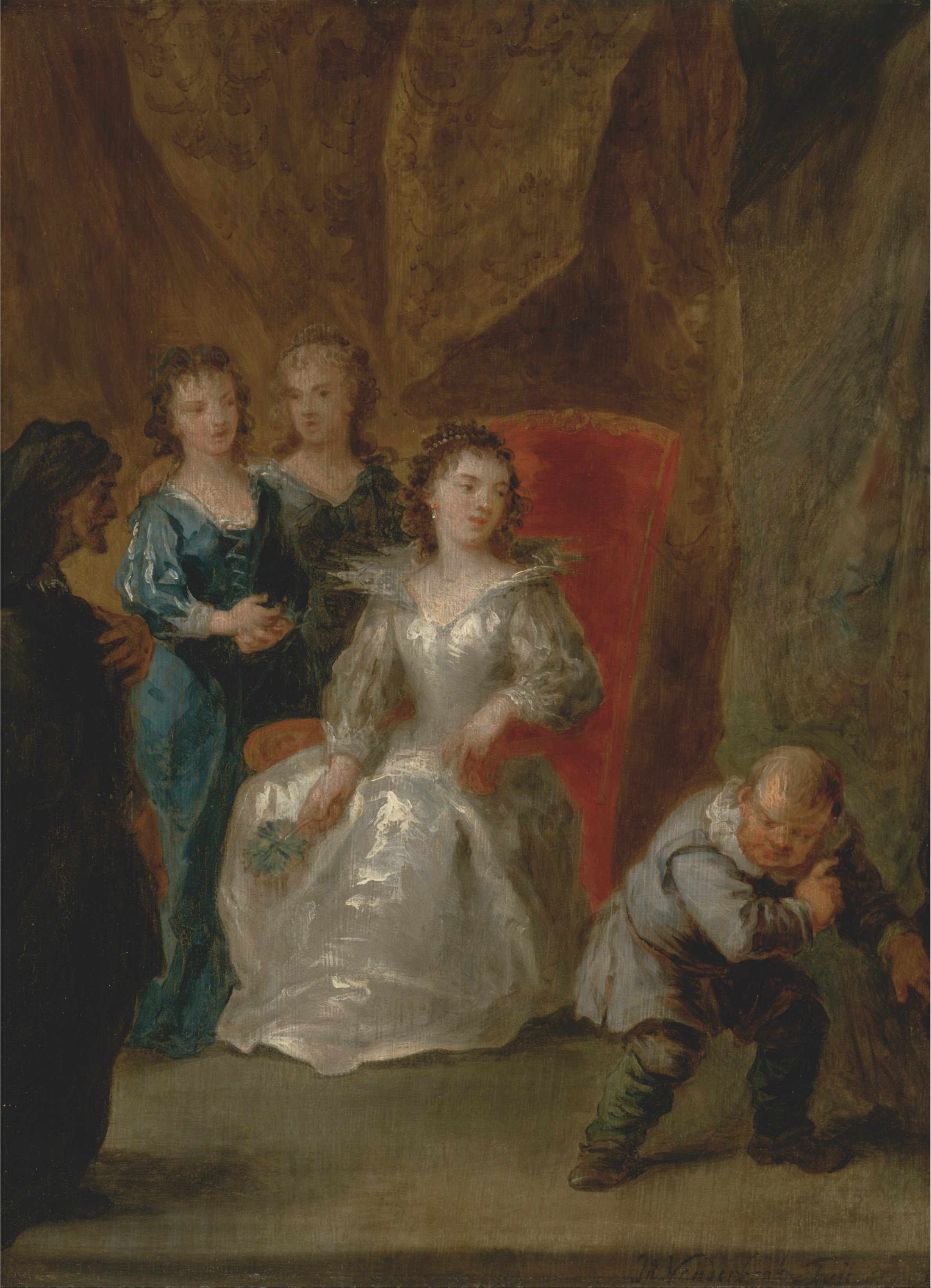
Иллюстрация к «Дон Кихоту» Сервантеса